# Llista d'espècies de linífids

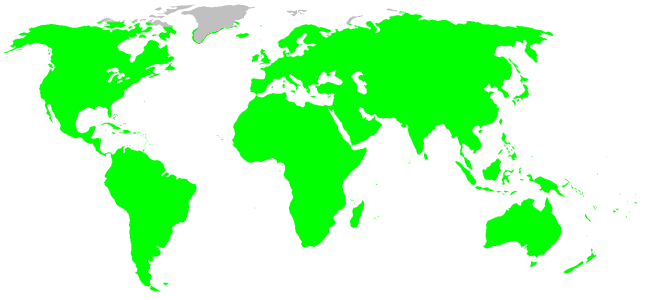
Distribució dels linífids

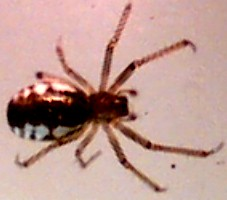
Frontinella communis

Llista d'espècies de linífids, una família d'aranyes araneomorfes, la més extensa en nombre de gèneres i la segona en nombre d'espècies després dels saltícids (5.025). Presenta una distribució per tot el món i una important presència en els territoris d'àmbit català.
En aquest llistat hi ha la informació recollida fins al 20 de novembre de 2006, amb 569 gèneres i 4.252 espècies citades. Lepthyphantes és el gènere més nombrós amb 198 espècies, seguit de Walckenaeria amb 189 i Meioneta amb 146 espècies.
Degut a l'extensió del llistat aquest s'ha dividit en 12 articles d'una mida més assequible, seguint l'ordre alfabètic:
1. Llista d'espècies de linífids (A-B)
2. Llista d'espècies de linífids (C)
3. Llista d'espècies de linífids (D)
4. Llista d'espècies de linífids (E-F)
5. Llista d'espècies de linífids (G-K)
6. Llista d'espècies de linífids (L)
7. Llista d'espècies de linífids (M)
8. Llista d'espècies de linífids (N-O)
9. Llista d'espècies de linífids (P)
10. Llista d'espècies de linífids (R-S)
11. Llista d'espècies de linífids (T)
12. Llista d'espècies de linífids (U-Z)